# NSMF
NSMF (англ. NMDA receptor synaptonuclear signaling and neuronal migration factor) – білок, який кодується однойменним геном, розташованим у людей на короткому плечі 9-ї хромосоми. Довжина поліпептидного ланцюга білка становить 530 амінокислот, а молекулярна маса — 60 143.
| 10         |  | 20         |  | 30         |  | 40         |  | 50         |
| ---------- |  | ---------- |  | ---------- |  | ---------- |  | ---------- |
| MGAAASRRRA |  | LRSEAMSSVA |  | AKVRAARAFG |  | EYLSQSHPEN |  | RNGADHLLAD |
| AYSGHDGSPE |  | MQPAPQNKRR |  | LSLVSNGCYE |  | GSLSEEPSIR |  | KPAGEGPQPR |
| VYTISGEPAL |  | LPSPEAEAIE |  | LAVVKGRRQR |  | HPHHHSQPLR |  | ASPGGSREDV |
| SRPCQSWAGS |  | RQGSKECPGC |  | AQLAPGPTPR |  | AFGLDQPPLP |  | ETSGRRKKLE |
| RMYSVDRVSD |  | DIPIRTWFPK |  | ENLFSFQTAT |  | TTMQAISVFR |  | GYAERKRRKR |
| ENDSASVIQR |  | NFRKHLRMVG |  | SRRVKAQTFA |  | ERRERSFSRS |  | WSDPTPMKAD |
| TSHDSRDSSD |  | LQSSHCTLDE |  | AFEDLDWDTE |  | KGLEAVACDT |  | EGFVPPKVML |
| ISSKVPKAEY |  | IPTIIRRDDP |  | SIIPILYDHE |  | HATFEDILEE |  | IERKLNVYHK |
| GAKIWKMLIF |  | CQGGPGHLYL |  | LKNKVATFAK |  | VEKEEDMIHF |  | WKRLSRLMSK |
| VNPEPNVIHI |  | MGCYILGNPN |  | GEKLFQNLRT |  | LMTPYRVTFE |  | SPLELSAQGK |
| QMIETYFDFR |  | LYRLWKSRQH |  | SKLLDFDDVL |  |            |  |            |

A: Аланін

C: Цистеїн

D: Аспарагінова кислота

E: Глутамінова кислота

F: Фенілаланін

G: Гліцин

H: Гістидин

I: Ізолейцин

K: Лізин

L: Лейцин

M: Метіонін

N: Аспарагін

P: Пролін

Q: Глутамін

R: Аргінін

S: Серин

T: Треонін

V: Валін

W: Триптофан

Кодований геном білок за функцією належить до фосфопротеїнів. 
Задіяний у такому біологічному процесі, як альтернативний сплайсинг. 
Локалізований у клітинній мембрані, цитоплазмі, цитоскелеті, ядрі, мембрані, клітинних контактах, клітинних відростках, синапсах, синаптосомах.